# Otford
Otford is een civil parish in het bestuurlijke gebied Sevenoaks, in het Engelse graafschap Kent. De plaats telt 3551 inwoners.